# Simputer

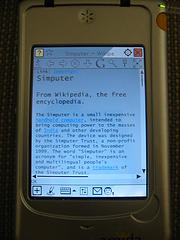
Simputer

De Simputer is een kleine draagbare computer, die bedoeld is om computers beschikbaar te maken aan voor grote groepen armen in India en andere ontwikkelingslanden. Het apparaat is ontworpen door de Simputer Trust, een organisatie zonder winstoogmerk die begonnen is in november 1999. Het woord "Simputer" is een acroniem voor "simpel, goedkoop en meertalige volkscomputer" (in het Engels: "simple, inexpensive and multilingual people's computer"), en is een gedeponeerd handelsmerk van de Simputer Trust. Het bevat text-to-speech software en het draait op het GNU/Linux besturingssysteem. 